# 9742 Ворпсведе
9742 Ворпсведе (9742 Worpswede) — астероїд головного поясу, відкритий 26 листопада 1987 року.
Тіссеранів параметр щодо Юпітера — 3,182.